# Zelda Rubinstein
Zelda Rubinstein (Pittsburgh, 28 maggio 1933 – Los Angeles, 27 gennaio 2010) è stata un'attrice statunitense, nota soprattutto per il ruolo dell'eccentrica medium nella trilogia di Poltergeist.

## Biografia
Nata a Pittsburgh, in Pennsylvania, da ebrei polacchi, studiò batteriologia alla University of Pittsburgh, specializzandosi poi all'Università di Berkeley, dove studiò anche recitazione e lavorò come ricercatrice. A causa di un deficit della ghiandola pituitaria anteriore, che produce l'ormone della crescita, l'attrice era alta 130 cm.
La sua carriera cinematografica iniziò relativamente tardi: dopo aver vissuto diversi anni in Europa tornò negli Stati Uniti e debuttò nel film Sotto l'arcobaleno (1981), ma conobbe ben presto la popolarità grazie al ruolo dell'eccentrica medium Tangina Barrons nella trilogia di Poltergeist (1982, 1986 e 1988).
Tra gli altri film a cui prese parte nella seconda metà degli anni ottanta vi sono Sixteen Candles - Un compleanno da ricordare, L'angoscia e Cara dolce strega, mentre tra il 1992 e il 1994 interpretò Ginny nel telefilm La famiglia Brock. Negli anni successivi lavorò in produzioni per lo più indipendenti e televisive, fino alle sue ultime apparizioni nei film Southland Tales - Così finisce il mondo e Behind the Mask - Vita di un serial killer, entrambi del 2006.
Morì il 27 gennaio 2010 all'età di 76 anni.

## Filmografia parziale
- Poltergeist - Demoniache presenze (Poltergeist), regia di Tobe Hooper e Steven Spielberg (1982)
- Poltergeist II - L'altra dimensione (Poltergeist II: The Other Side), regia di Brian Gibson (1986)
- L'angoscia (Angustia), regia di Juan José Bigas Luna (1987)
- Poltergeist III - Ci risiamo (Poltergeist III), regia di Gary Sherman (1988)
- Cara dolce strega (Teen Witch), regia di Dorian Walker (1989)
- La famiglia Brock (Picket Fences) - serie TV, 44 episodi (1992-1994)
- Little Witches, regia di Jane Simpson (1996)
- Behind the Mask - Vita di un serial killer (Behind the Mask: The Rise of Leslie Vernon), regia di Scott Glosserman (2006)
- Southland Tales - Così finisce il mondo (Southland Tales), regia di Richard Kelly (2006)

## Doppiatrici italiane
- Deddi Savagnone in Poltergeist - Demoniache presenze
- Isa Bellini in Poltergeist II - L'altra dimensione, Poltergeist III - Ci risiamo, Cara dolce strega